# Лебедски острови
Лебедски острови (до средата на XX век, острови Сари-Булат, на украински: Лебедині острови, на руски: Лебяжьи острова, на кримскотатарски: Sarı Bolat adaları, Сары́-Була́т адалары) e малка група острови в Каркинитския залив на Черно море. Островите са част от едноименния клон на Кримския природен резерват, основан през 1949 г., чиято цел е да наблюдава, изучава и защитава птиците и местата им за гнездене. Общата им площ е 0,57 км², която се простира на около десет километра. Поради голямото си екологично значение територията на Каркинитския залива, където се намират Лебедските острови, е класифицирана като Рамсарско място и е обявена за влажна зона с международно значение.

## История
Името на островите е дадено от германския учен Браулер, който ги посетил в края на 19 век и видял голям брой неми лебеди. Повече от 250 вида птици гнездят на Лебедовите острови, това е едно от най-големите места за гнездене, хранене и зимуване на птици в Черноморския регион. Браулер установил, че това е мястото им за гнездене. Това е едно от най-големите места за гнездене и зимуване на влажните птици в южната част на Украйна.

## География
Архипелагът е представен от 6 острова, простира се на 8 – 10 км по крайбрежието на Крим от югозапад до североизток. Островите от Крим и един от друг са разделени от проливи и плитчини. Тези острови са съставени от пясъчно-черупчести наноси и са подложени на постоянни промени в тяхната конфигурация. От време на време се случва дори промяна в броя им и до тяхното свързване посредством пясъчните им обвивки в един общ остров при дълготрайно засушаване и маловодие. Затова се счита общата им площ и често са считани за един общ остров. Височината на островите над морското равнище не надвишава 1,5 – 2 метра. Най-големият от островите е крайният северен: дължина около 3,5 км и ширина около 350 м. Северозападната брегова ивица на островите е права, югоизточна (към полуострова) – пресича се от лагуни и пресъхващи малки езера. Строго защитената част на островите обхваща площ от 52 хектара.
Климатът е умереноконтинентален, сух. Лятото е сухо, горещо, зимите са меки, с малко сняг и с чести размразявания. В особено тежки зими проливът между островите и Крим замръзва.

## Природа
Природните условия на островите – плитка вода, изобилие от растителна и животинска храна – привличат много птици, главно водолюбиви птици. Това е едно от най-големите места за зимуване и гнездене на влажни птици в Украйна и Кримската автономна област (от 2014 г. под руска окупация). Освен това Лебедските острови са разположени на важен участък от маршрута на миграция на птиците от Европа към Африка и Азия. Броят на видовете птици, открити на територията и водната площ на резервата, достига 265. Около 25 вида птици постоянно обитават резервата. Лебедските острови могат да се похвалят, че са най-големите места за зимуване и гнездене на блато и водолюбиви птици в Крим.

## Орнитофауна
- Сива чапла
- Голяма бяла чапла (от 70-те години на миналия век)
- Малка бяла чапла
- Блестящ ибис
- Тънкоклюн свирец
- Пъстроопашат крайбрежен бекас
- Голяма черноглава чайка